# 晒网沱盐仓

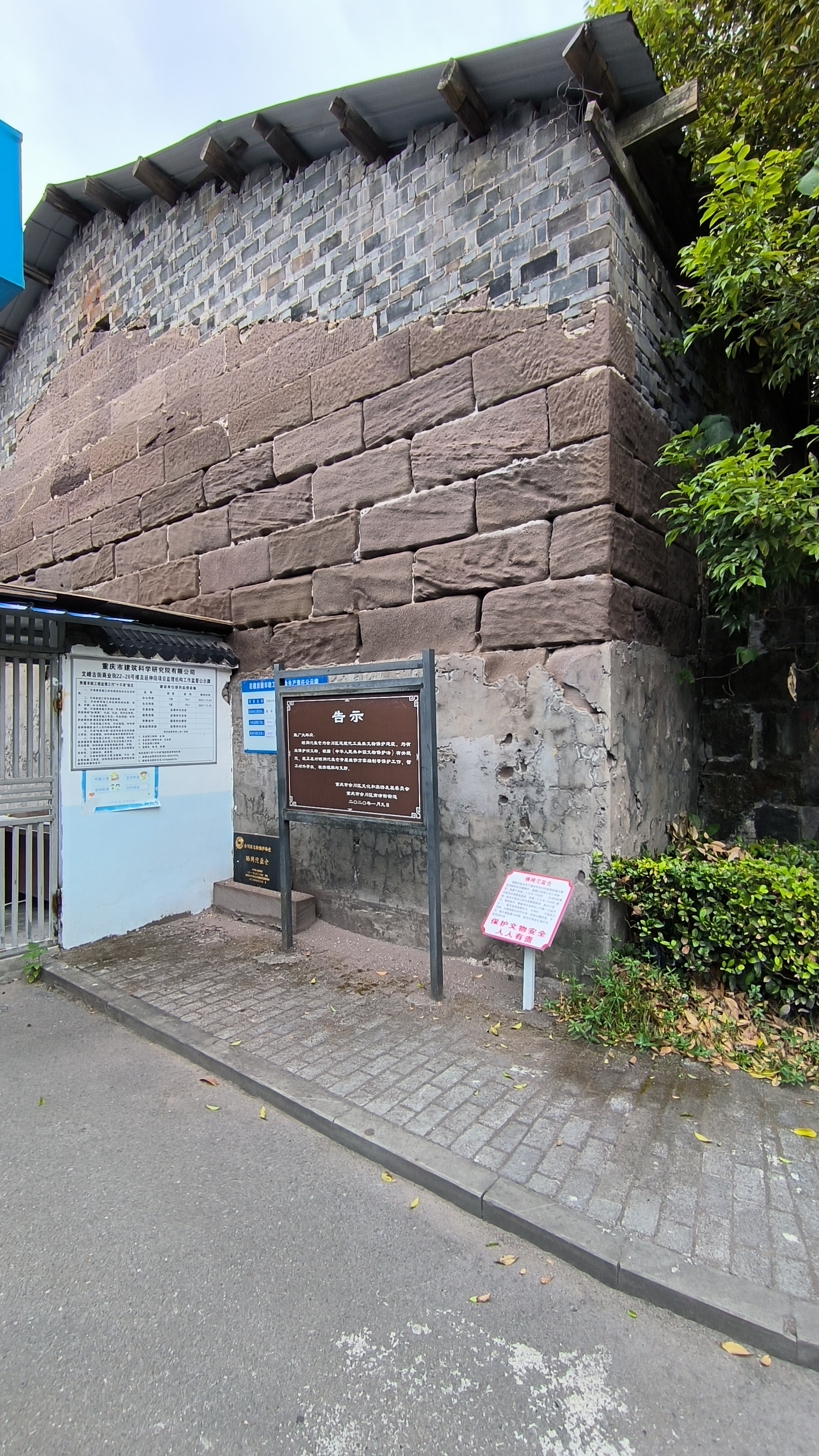
晒网沱盐仓

晒网沱盐仓是位于重庆市合川区的一座民国时期的盐仓，位于嘉陵江和涪江交汇处南岸江边，现划入文峰古街内。盐仓由重庆盐务分局拨款监造，1936年开工，1940年建成，是抗日战争时期长江中段的八大盐仓之一、战略转运的官仓，2006年发现，2011年归入合川区文物保护单位。
2023年11月29日，晒网沱盐仓开始保护并将改造为重庆火锅博物馆食材综合展示中心，将用于展示重庆和中国各地各时期的火锅配菜、用具和相关的文献资料、火锅文化等，预计于次年5月完工。

## 建筑概况
盐仓占地6300平方米，库房四栋，呈“回”字形分布，最大储藏量7650吨；盐仓基座采用长1米、宽厚40厘米的条石铺砌，石接缝处采用糯米灰浆粘合，基座内再用石灰、炭渣填塞，表面铺青砖，周围设有排水沟，用于排水防潮；墙体条石垒砌，墙裙处表面抹灰，墙额头部分有约1米的青砖垒砌，可能为使用过程中发现空间高度略低于气窗高度而做出的改造。旧时盐仓内储盐须先在地面上约30厘米处架木板，再将盐袋放在木板上。